# Accordo first-look
Un accordo first-look è un contratto contenente una clausola che concede, solitamente dietro pagamento di una commissione o di un altro corrispettivo che copre un periodo di tempo specificato, un diritto di prelazione, o un diritto di prima offerta (chiamato anche diritto di prima negoziazione) ad un soggetto terzo, al quale viene quindi data la prima opportunità di acquistare direttamente, divenire comproprietario, investire, concedere in licenza, ecc., qualcosa che sta nascendo o è appena stato immesso sul mercato per la prima volta o reinserito dopo un periodo di assenza, come la proprietà intellettuale (manoscritto, composizione musicale, invenzione, opera d'arte, idea imprenditoriale, ecc.) o beni immobili.

## Industria cinematografica
Nell'industria cinematografica, è un accordo tra uno scrittore e una società di produzione indipendente o tra una società di produzione indipendente e uno studio cinematografico in cui il potenziale acquirente (produttore o studio) di una sceneggiatura non ancora scritta o di un progetto cinematografico o televisivo in fase di sviluppo, paga una commissione di sviluppo allo scrittore o al produttore per il diritto di visionare il nuovo materiale prima che altri nel settore possano vederlo, e in quel momento poter fare un'offerta per l'acquisto o la distribuzione o aderire ai termini di acquisto o distribuzione già stabiliti nell'accordo. Se lo studio o la società non sono interessati al progetto, la natura dell'accordo consente allo sviluppatore di proporre il progetto ad altri potenziali acquirenti.